# Парастовское
Парастовское (укр. Парастовське) — село в Корюковском районе Черниговской области Украины. Население 74 человека. Занимает площадь 0,421 км².
Код КОАТУУ: 7422487906. Почтовый индекс: 15321. Телефонный код: +380 4657.

## Власть
Орган местного самоуправления — Рыбинский сельский совет. Почтовый адрес: 15321, Черниговская обл., Корюковский р-н, с. Рыбинск, ул. Зелёная, 37.